# Tân Thành, quận Tân Phú
Tân Thành là một phường cũ thuộc Thành phố Hồ Chí Minh, Việt Nam.

## Địa lý
Phường Tân Thành nằm ở trung tâm quận Tân Phú, có vị trí địa lý:
- Phía đông giáp quận Tân Bình
- Phía tây giáp phường Tân Quý
- Phía nam giáp các phường Hòa Thạnh và Phú Thọ Hòa
- Phía bắc giáp phường Tân Sơn Nhì.

Phường có diện tích 0,99 km², dân số năm 2017 là 39.943 người, mật độ dân số đạt 40.346 người/km².

## Lịch sử
Phường được thành lập vào ngày 5 tháng 11 năm 2003 trên cơ sở 3,27 ha diện tích tự nhiên và 493 người của Phường 14; 1,27 ha diện tích tự nhiên và 328 người của Phường 16; 94,95 ha diện tích tự nhiên và 28.994 người của Phường 17 thuộc quận Tân Bình, đồng thời với việc thành lập quận Tân Phú.
Sau khi thành lập, phường Tân Thành có 99,49 ha diện tích tự nhiên, dân số là 29.815 người.